# Trichocerca wanarra
Trichocerca wanarra är en hjuldjursart som beskrevs av Segers och Russell J.Shiel 2003. Trichocerca wanarra ingår i släktet Trichocerca och familjen Trichocercidae. Inga underarter finns listade i Catalogue of Life.